# Olivetti
Olivetti SpA — італійський виробник комп'ютерів, планшетів, смартфонів, принтерів та інших подібних бізнес-товарів, як-от, друкарські машинки, калькулятори та факси. Штаб-квартира компанії знаходиться в Івреї, що в агломерації Турин, а з 2003 року вона належить TIM SpA.
Компанія відома інноваційним дизайном продукції, починаючи від портативної друкарської машинки Lettera 22 1950-х років і закінчуючи одними з перших комерційних програмованих настільних калькуляторів, таких як Programma 101 1964 року, а також друкарською машинкою Valentine 1969 року, натхненною поп-артом. Між 1954 і 2001 роками Італійська асоціація промислового дизайну (ADI) присудила 16 премій Compasso d'Oro продуктам та дизайнам Olivetti — більше, ніж будь-якій іншій компанії чи дизайнеру. У певний момент 1980-х років Olivetti була третім за величиною у світі виробником персональних комп'ютерів і залишалася найбільшим таким європейським виробником протягом 1990-х років.